# Tigranes I
Tigranes I (Armeens: Տիգրան Առաջին) was een koning van Armenië uit de dynastie van de Artaxiaden, waarvan de regeringsperiode en de datum van zijn opvolging omstreden zijn.

## Biografie
Als tweede zoon van Artaxias I volgde Tigranes zijn oudere broer Artavasdes I op en heerste over Armenië van vermoedelijk 123 tot 95 v.Chr.. Volgens Lucius Ampelius heeft hij auxiliae gestuurd naar de Romeinen tijdens de Derde Punische Oorlog. Zijn zoon Tigranes II zou hem opvolgen.
Zijn regeringsperiode en de datum van zijn opvolging zijn onzeker: in tegenstelling tot de algemene opvatting die Cyrille Toumanoff volgt, meent Vahan Kurkjian dat Tigranes I van 149 tot 123 v.Chr. regeerde en geen opvolger aanduidde. René Grousset heeft deze datum voor het eind van zijn regering heropgenomen en is van mening dat hij werd opgevolgd door Artavasdes (II), de in deze hypothese vermoedelijk oudere broer van Tigranes II.